# ГСЗ (стадион)
ГСЗ (греч. Γ.Σ.Ζ.), или Стадион гимнастического союза «Зенон» (греч. Γυμναστικός Σύλλογος Ζήνων) — многоцелевой стадион, расположенный в городе Ларнака (Кипр). Обычно стадион называют «Нео ГСЗ», чтобы отличать его от старого стадиона «Олд ГСЗ», воздвигнутого в 1928 году, на месте которого и был построен нынешний. В настоящее время стадион ГСЗ используется преимущественно для проведения футбольных матчей, служа домашней ареной для клуба «АЕК» из Ларнаки. 
Вместимость стадиона составляет 13 032 человек, а его собственником является Гимнастический союз «Зенон», названный так в честь древнегреческого философа Зенона Китийского, происходившего из здешних мест. Прежде слияния клубов «Пезопорикос» и «ЭПА Ларнака» в единый новый клуб «АЕК» в 1994 году стадион являлся домашним для обоих этих клубов.
В 2006 году стадион принимал у себя финал Кубка Кипра по футболу, в котором «АПОЭЛ» победил «АЕК» из Ларнаки со счётом 3-2, тем самым завоевав этот трофей. Однако самым важным матчем, сыгранным на стадионе ГСЗ на данный момент, является финал Чемпионата Европы по футболу для юношей до 19 лет в 1998 году.